# SPORT1
Sport1 is een Duitse televisiezender. Sport1 ontstond in april 2010 uit de zenders DSF en voorheen Tele 5. De zender is vrij te ontvangen via satellietpositie Astra 19,2°O, en wordt in Duitsland uitgezonden op de kabel.

## Rechten
De zender bezit de uitzendrechten voor de samenvattingen van de Bundesliga en mag daarnaast veel belangrijke Duitse handbal-, ijshockey-, darts-, tennis- en rugbywedstrijden uitzenden.

## Kritiek
De zender is wel bekritiseerd vanwege de vele belspellen (Sport Quiz), erotische reclame (Sexy Sport Clips) en thuiswinkelprogramma's, welke veel zendtijd in beslag nemen. Sport1 verdedigt zich hiertegen door te stellen dat hierdoor wel dure rechten voor sportwedstrijden gekocht kunnen worden.

## Sport1+
In oktober 2010 begon de zender met de digitale betaalzender Sport1+. Deze zender zendt veel voetbal, handbal en motorsport uit. Tevens is deze zender vrij van thuiswinkelprogramma's en dergelijke.